# فروبرگر ۸۵۸۳
سیارک ۸۵۸۳ (به انگلیسی: 8583 Froberger، نامگذاری:1997AK6) هشت هزار و پانصد و هشتاد و سومین سیارک کشف شده‌است که در ۸ ژانویه ۱۹۹۷ کشف شد.
قدر مطلق سیارک برابر ۱۴٫۰۰ است.